# Tchkalovskaïa (métro de Moscou)
Pour les articles homonymes, voir Tchkalovskaïa.
Tchkalovskaïa (en russe : Чка́ловская et en anglais : Chkalovskaya) est une station de la ligne Lioublinsko-Dmitrovskaïa (ligne 10 verte) du métro de Moscou, située sur le territoire de l'arrondissement Basmanny dans le district administratif central de Moscou.

## Situation sur le réseau
Établie en souterrain, à 51 mètres sous le niveau du sol, la station Tchkalovskaïa est située au point 07+10 de la ligne Lioublinsko-Dmitrovskaïa (ligne 10 verte), entre les stations Sretenski boulvar (en direction de Petrovsko-Razoumovskaïa) et Rimskaïa (en direction de Ziablikovo).